# Amir Adoudou Artine
 (février 2019).
Amir Adoudou Artine, né en décembre 1969 à Khartoum, est un opérateur économique et homme politique tchadien, fils de Adoudou Artine, homme d'affaires, homme politique, diplomate et ancien maire de la ville de N'Djamèna,.
Après une licence en économie, il est cofondateur de l’entreprise GEYSER en 1998. Il est ministre de l’Élevage du Tchad puis devient le Président de la Chambre de Commerce, d’Industrie, d’Agriculture, des Mines et d’Artisanat (CCIAMA) depuis février 2016, En septembre 2020, après avoir terminé son premier mandat, Amir Adoudou participe pour une deuxième fois à l'élection de la Chambre de Commerce, d'Industrie, d'Agriculture, des Mines et d'Artisanat, mais échoue cette fois-ci face à son adversaire, Ali Adji Mahamat Seid,,.